# Miguel Aucca
Miguel Ángel Aucca Cruz (Cusco, 10 de agosto de 1998) es un futbolista peruano que juega como mediocentro defensivo y su equipo actual es Cusco FC de la Liga 1 de Perú.

## Trayectoria

### Cusco FC
Aucca es producto del Real Garcilaso y debutó oficialmente con el club en la Primera División peruana el 21 de agosto de 2016 contra Juan Aurich, donde fueron derrotados por 2-1. Desde su debut hasta 2019, jugó 40 partidos de liga con el club. Real Garcilaso cambió de nombre a Cusco FC para la temporada 2020.

## Clubes y estadísticas
Actualizado el 21 de abril de 2024.
| Cusco FC Perú                              | 2016             | 1ª               | 7   | 0 | — | — | 0 | 0 | 7   | 0 |
| Cusco FC Perú                              | 2017             | 1ª               | 4   | 0 | — | — | — | — | 4   | 0 |
| Cusco FC Perú                              | 2018             | 1ª               | 23  | 0 | — | — | 0 | 0 | 23  | 0 |
| Cusco FC Perú                              | 2019             | 1ª               | 6   | 0 | 0 | 0 | 0 | 0 | 6   | 0 |
| Cusco FC Perú                              | 2020             | 1ª               | 5   | 0 | — | — | 1 | 0 | 6   | 0 |
| Cusco FC Perú                              | 2021             | 1ª               | 6   | 0 | 0 | 0 | — | — | 6   | 0 |
| Cusco FC Perú                              | 2022             | 2ª               | 22  | 0 | — | — | — | — | 22  | 0 |
| Cusco FC Perú                              | 2023             | 1ª               | 22  | 0 | — | — | — | — | 22  | 0 |
| Cusco FC Perú                              | 2024             | 1ª               | 11  | 2 | — | — | — | — | 11  | 0 |
| Cusco FC Perú                              | 2025             | 1ª               |     |   |   |   |   |   |     |   |
| Cusco FC Perú                              | Total club       | Total club       | 106 | 2 | 0 | 0 | 1 | 0 | 107 | 2 |
| Total en carrera                           | Total en carrera | Total en carrera | 106 | 2 | 0 | 0 | 1 | 0 | 107 | 2 |
| (1) Incluye datos de la Copa Sudamericana. |                  |                  |     |   |   |   |   |   |     |   |

## Palmarés

### Campeonatos nacionales
- Subcampeón Primera División del Perú: 2017.
- Campeón Segunda División del Perú: 2022.